# Draagsteen (dolmen)

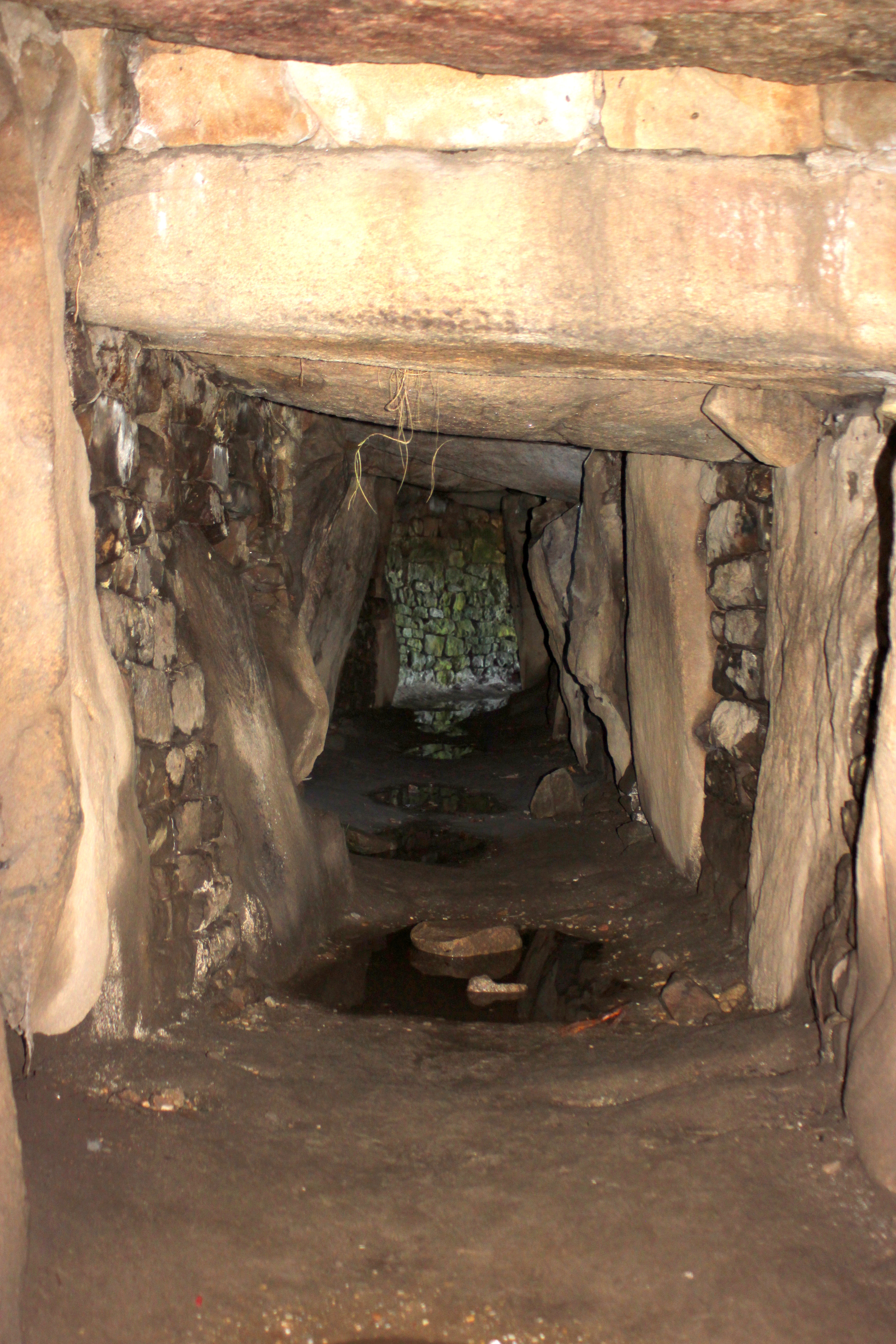
Draagstenen ondersteunen de dekstenen en de tussenruimtes zijn opgevuld met stopstenen, Les Pierres Plates, Frankrijk

Een draagsteen is een rechtopstaande grote steen (de zuilen of draagstenen) van een hunebed of dolmen waarop platte dekstenen rusten. Doorgaans staan de draagstenen grotendeels op evenwijdige lijnen. 
Twee draagstenen en een deksteen zijn samen een juk of trilithon genoemd. 
De juk of meerdere jukken worden afgesloten door sluitstenen. De ruimtes tussen deze stenen werden opgevuld door kleinere stenen, de stopstenen. 
De ingang is vaak in het midden van de lange zijde te vinden en bevat in sommige gevallen poortstenen. Het geheel werd afgedekt door een dekheuvel.
In bepaalde hunebedden zijn aan de binnenzijde van de draagstenen petroglieven aangetroffen.

Twee draagstenen ondersteunen een deksteen op het wapen van het voormalige Werste in Bad Oeynhausen, Duitsland
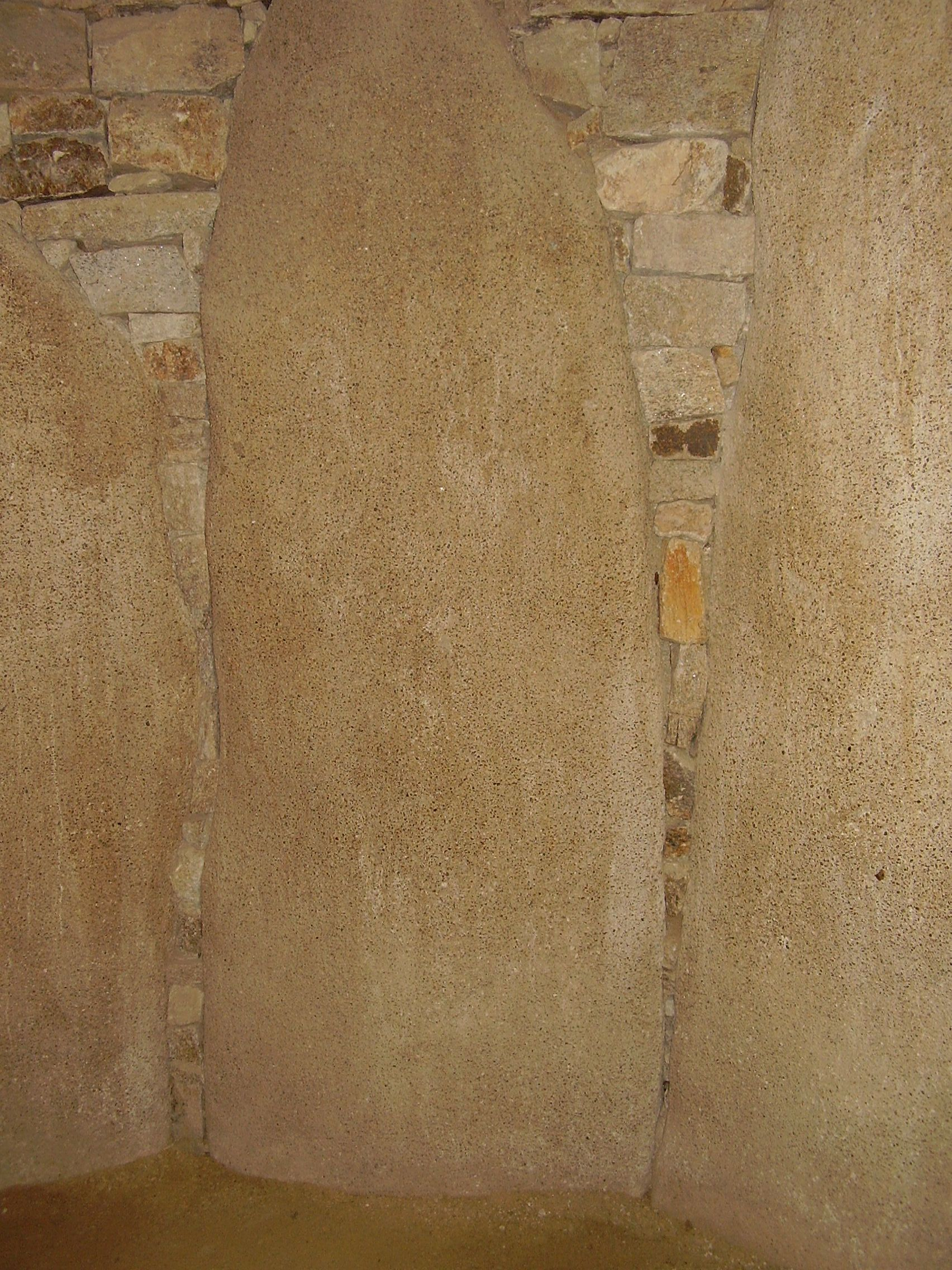
Draagstenen en kleinere stopstenen in Table des Marchand, Frankrijk
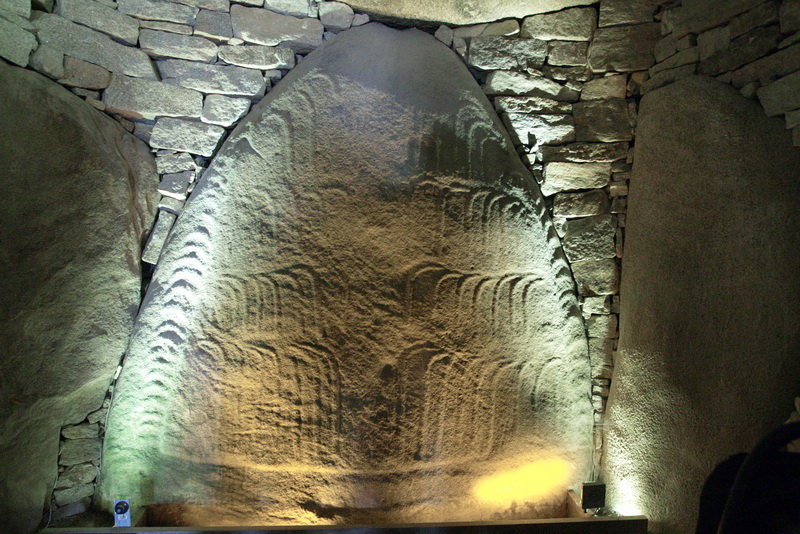
Een draagsteen met petroglieven in Table des Marchand, Frankrijk
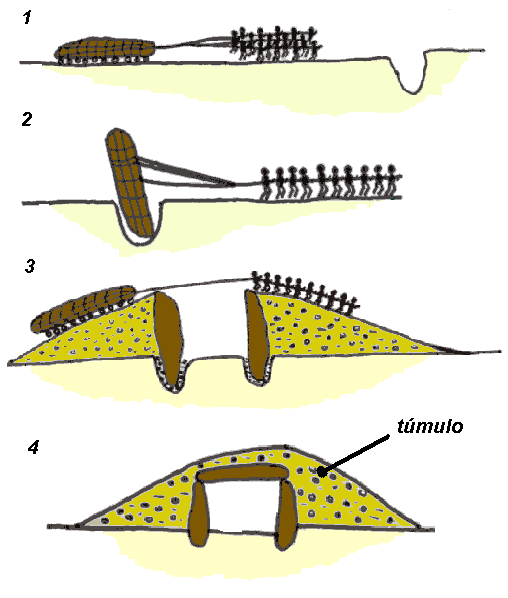
Constructie van een megalithisch bouwwerk
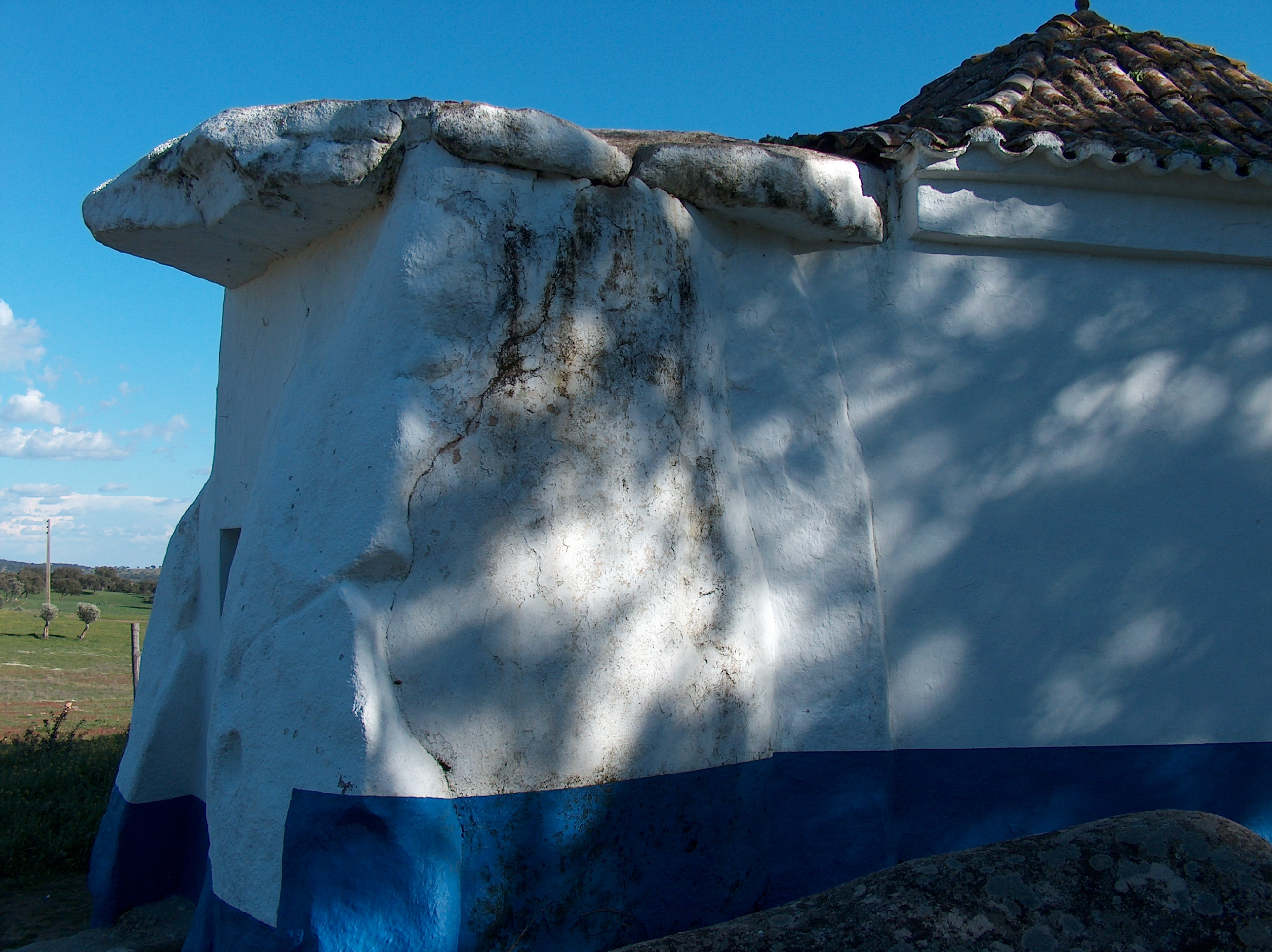
Er is een kapel gemaakt van de anta de São Brissos (Portugal); de draagsteen is geverfd, maar nog wel nog herkenbaar
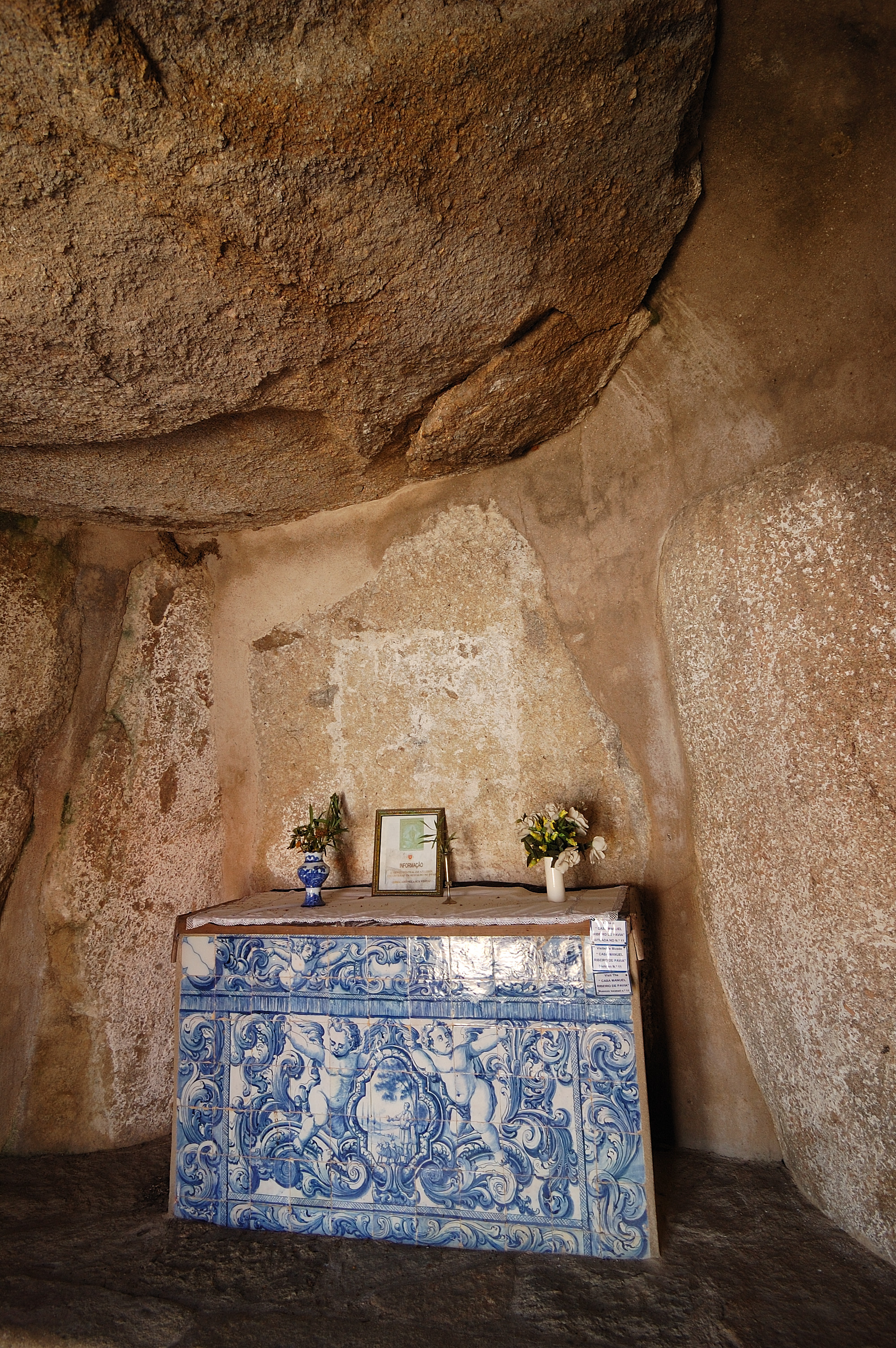
De draagstenen en dekstenen in de anta de Pavia zijn aan de binnenzijde nog herkenbaar nadat het bouwwerk tot een kapel werd gemaakt
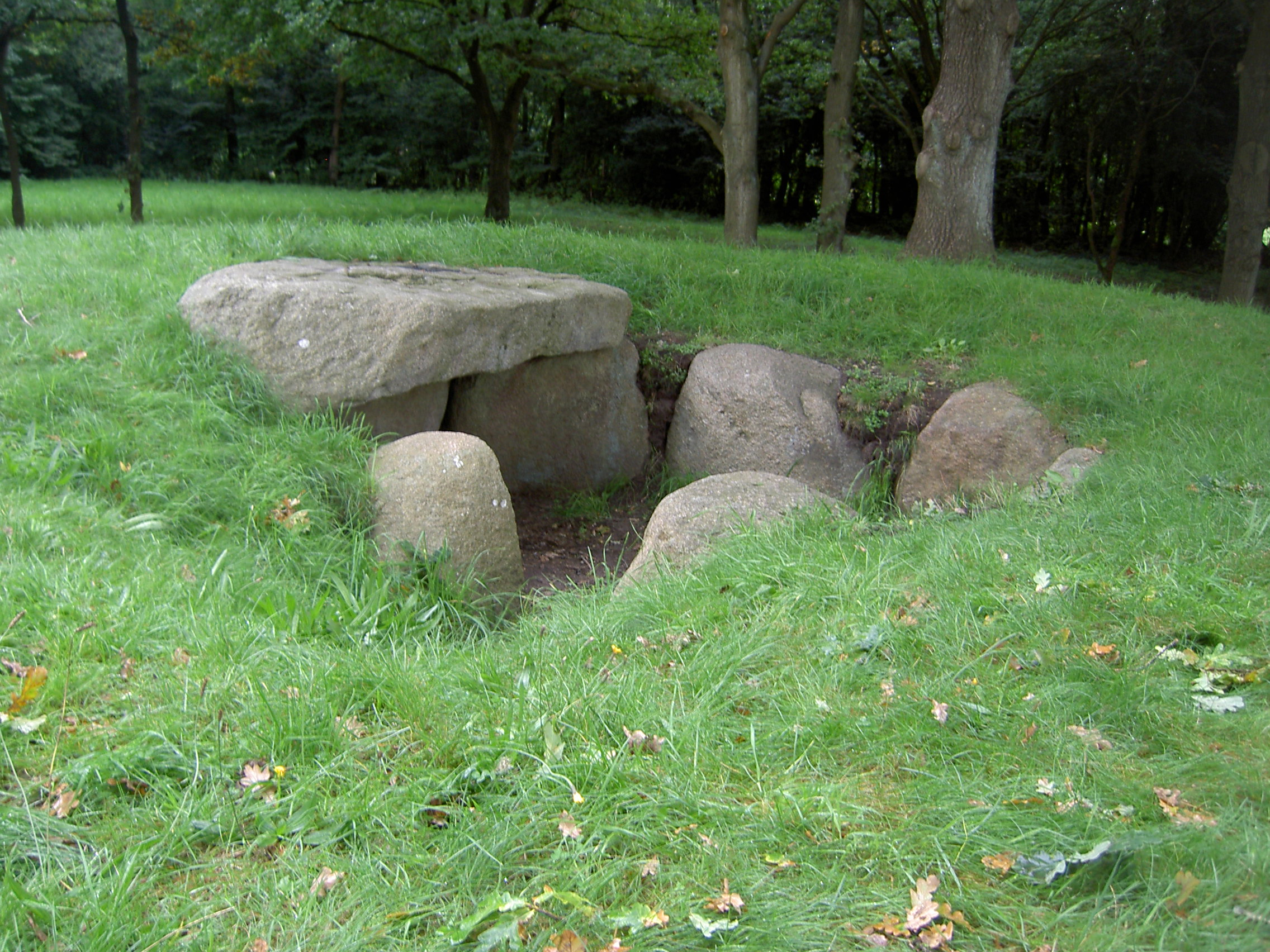
De dekstenen van D14 werden verwijderd, één werd teruggevonden en is teruggeplaatst op de draagstenen